# Statue de Hans Egede

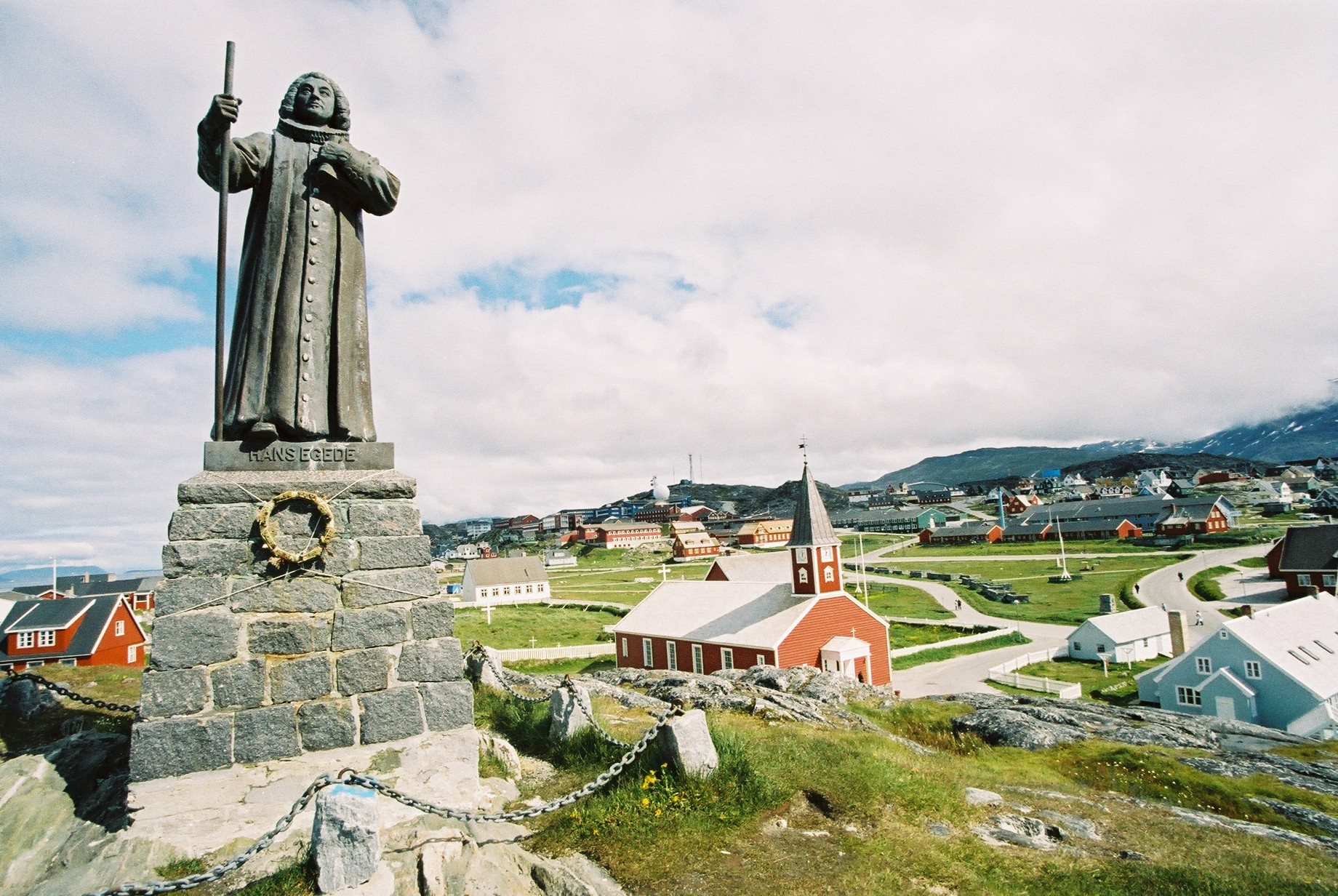
Statue de Hans Egede en 2008.

La statue de Hans Egede est un monument situé à Nuuk, capitale du Groenland. Elle représente le missionnaire norvégien Hans Egede qui fonda la ville en 1728. La statue est élevée dans la zone historique du Vieux-Nuuk, sur une petite colline proche du rivage et à proximité de la cathédrale.
Fin juin 2020, dans le contexte mondial d'une « décolonisation de l'espace public », deux Inuits maculent la statue de peinture rouge. Une pétition est aussi lancée afin de mettre fin à la « glorification des colonialistes » au Groenland. On lui reproche notamment d'avoir vilipendé les Inuits dans son journal et d'avoir imposé la foi chrétienne sur l'île. Plusieurs députés et militants demandent le retrait de la statue et son transfert dans un musée, tandis que d'autres défendent son maintien, faisant valoir que Hans Egede a grandement aidé à sauver de l'extinction la culture groenlandaise ; il a ainsi fait traduire la Bible dans cette langue, après l'avoir apprise. Selon l'historien Thorkild Kjærgaard, ces attaques sont « injustes » : « Son œuvre a permis que le groenlandais soit aujourd'hui la langue officielle du Groenland ».

## Galerie

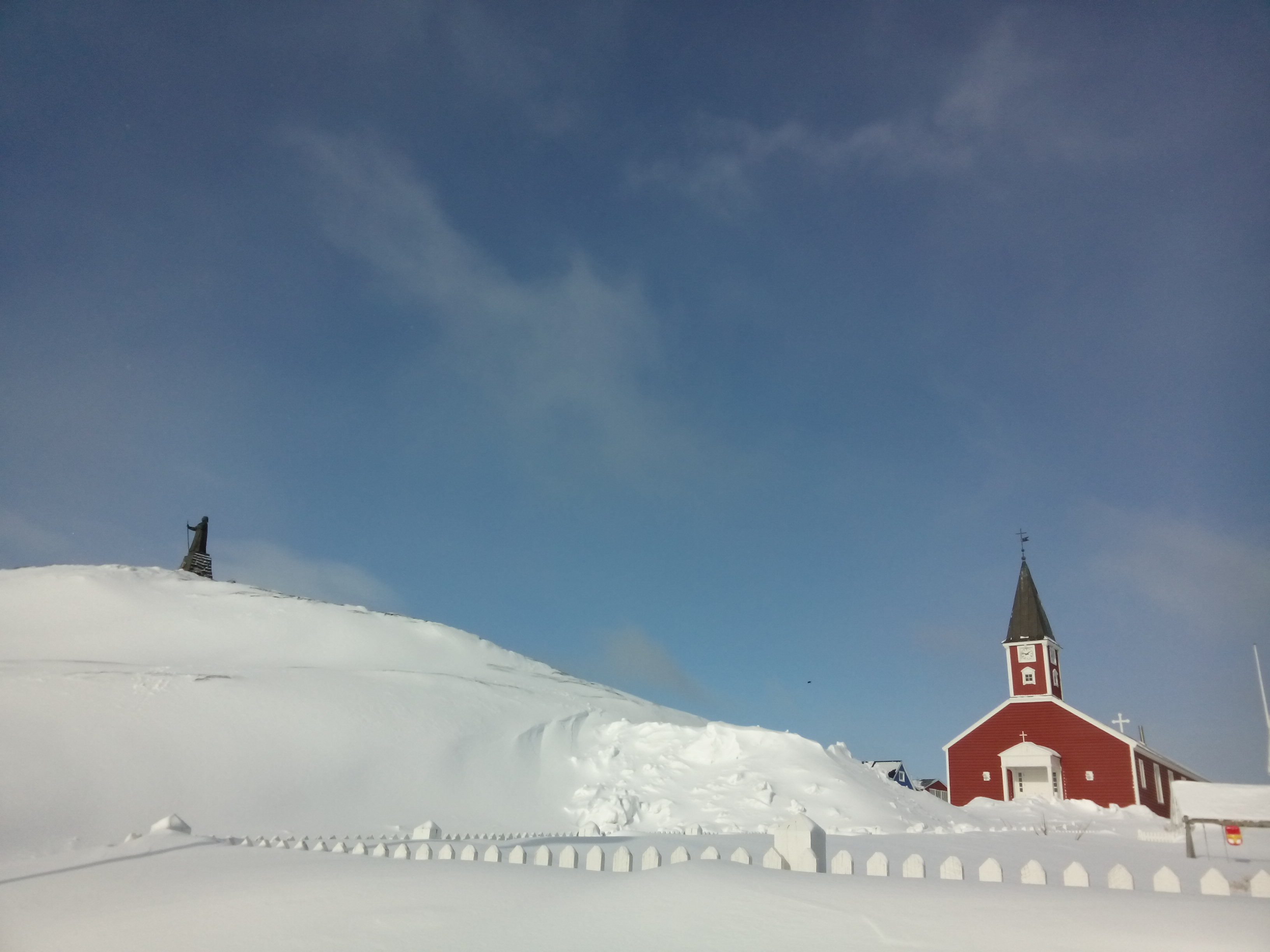
La cathédrale de Nuuk en hiver. La statue de Hans Egede est visible à gauche sur la colline enneigée.
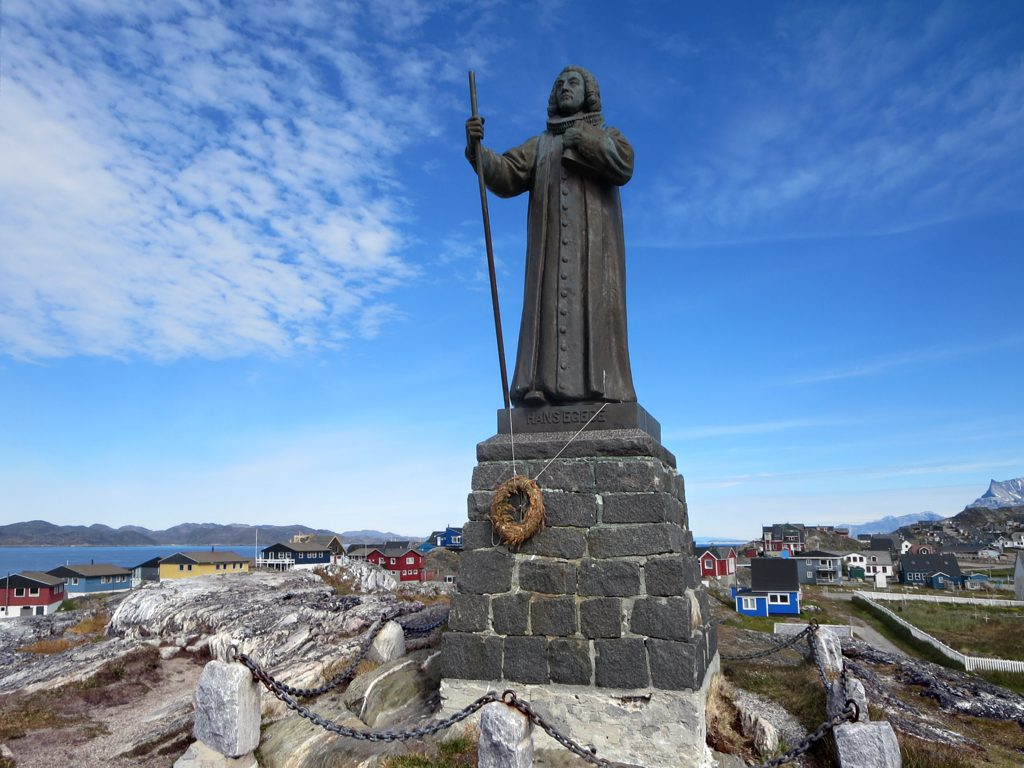
Statue avec des maisons de Nuuk en arrière-plan.
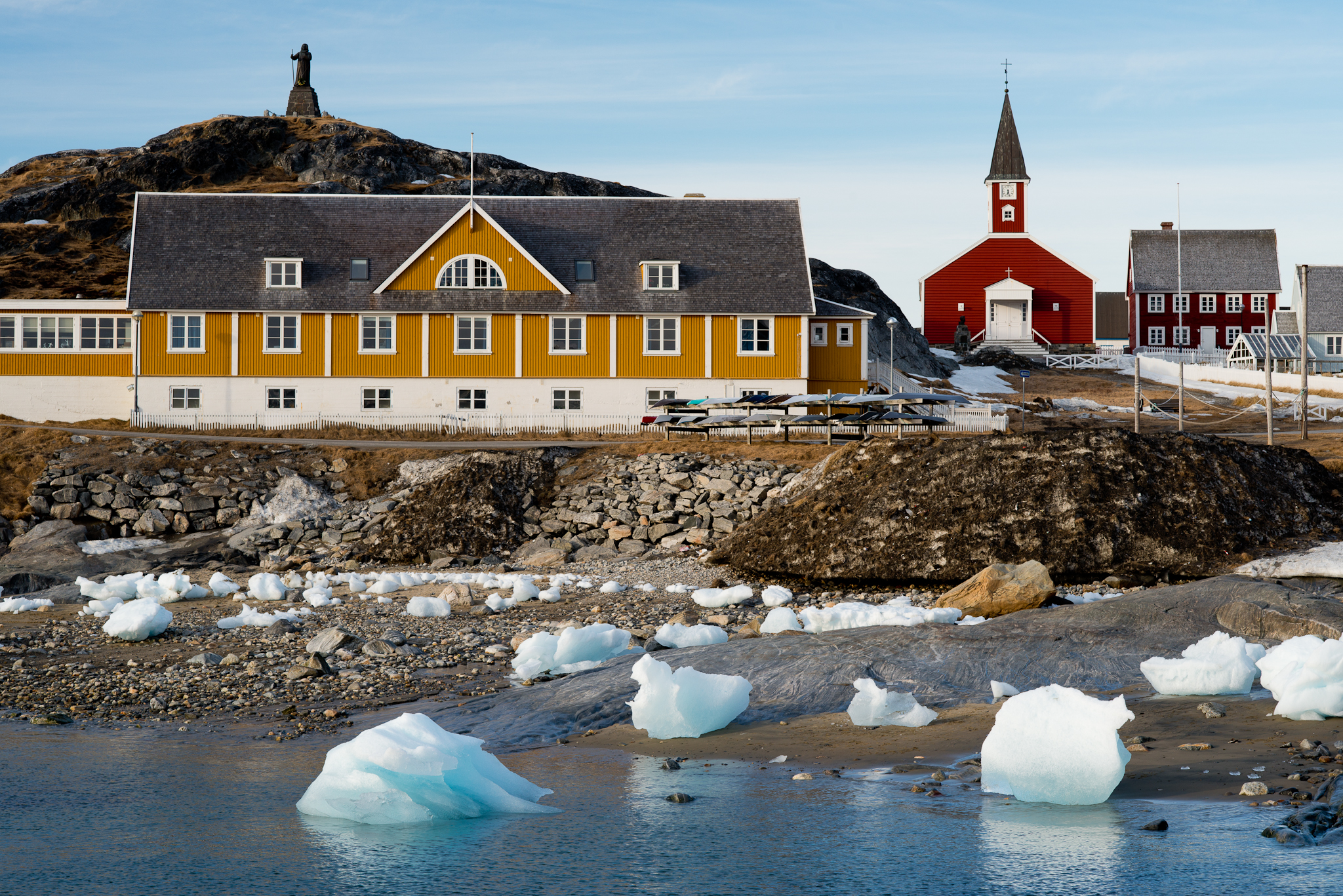
Vue de Nuuk avec la statue de Hans Egede en arrière-plan côté gauche.